# 블랙 레벨 (영화)
블랙 레벨(Riven chornoho, Black Level)은 우크라이나에서 제작된 발렌틴 바스야노비치 감독의 2017년 드라마 영화이다.

## 출연
- Kostyantyn Mokhnach - Kostya 역
- Kateryna Molchanova - Katya 역